# NOAA-19
NOAA-19, ou NOAA-N' (NOAA-N Prime), est un satellite météorologique de la National Aeronautics and Space Administration (NASA) et exploité par la National Oceanic and Atmospheric Administration (NOAA), faisant partie du programme TIROS (Television Infrared Observation Satellite) et de la série NOAA POES (Polar-orbiting Operational Environmental Satellites). Lancé le 6 février 2009, il est conçu pour remplacer NOAA-18 et fournir des données météorologiques et environnementales à l'échelle mondiale, en complément des satellites géostationnaires de la série GEOS (Geostationary Operational Environmental Satellite). Après une panne de batterie survenue le 9 août 2025, la NOAA met le satellite hors service le 13 août 2025, après plus de 16 ans de mission. Il s'agit du quatrième satellite de la série NOAA POES a être désactivé, après NOAA-18 (6 juin 2025), NOAA-16 (9 juin 2014), NOAA-17 (10 avril 2013), et avant NOAA-15 (19 août 2025).

## Mission
Comme le reste de la série POES, NOAA-19 devait fournir un flux continu d'informations environnementales mondiales sur :
- Sondages aérologiques globaux ;
- Imagerie infra-rouge et visible globale ;
- Observations globales et régionales de surface et hydrologiques ;
- Prestation de services de lecture directe, de collocation des données et de S&R (recherche et sauvetage) ;
- Observation de l'environnement spatial et de l'ozone ;
- Recevoir des données à long terme pour la surveillance et les prévisions de changement du climat.

## Historique

### Construction

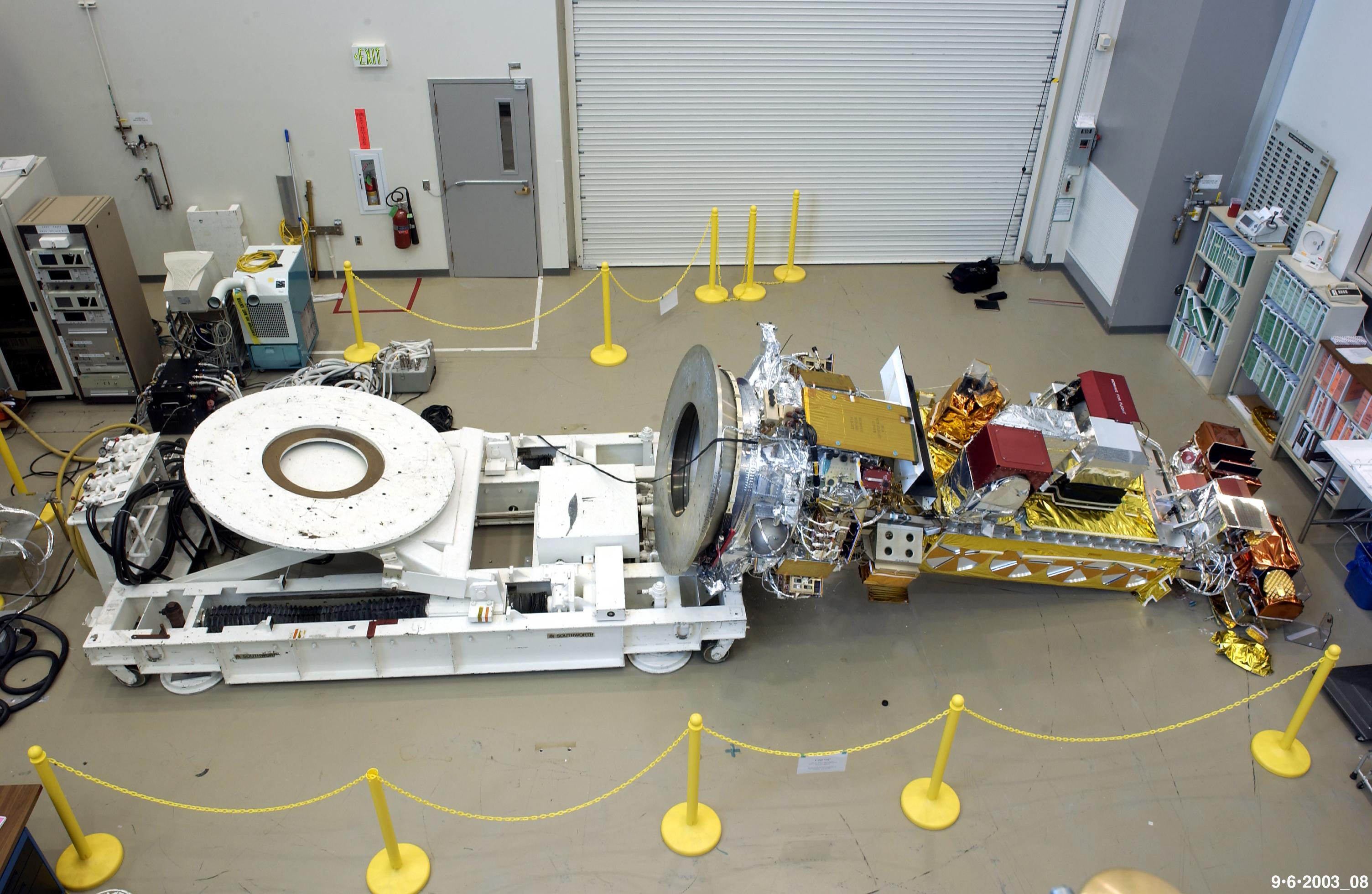
NOAA-19 au sol après la chute le 6 septembre 2003.

Le 6 septembre 2003, le satellite est gravement endommagé lors d’une phase d’assemblage dans l'usine Lockheed Martin Space Systems à Sunnyvale, en Californie. L'engin spatial tombe sur le sol alors qu'une équipe le faisait passer de la position verticale à la position horizontale. Une enquête de la NASA permet de déterminer que cet accident est dû à des manquements dans le suivi des procédures sur l'ensemble de l'installation,.
Un technicien avait retiré les vingt-quatre boulons fixant une plaque d'adaptation sur le chariot sans documenter cette action. L'équipe qui a ensuite utilisé le chariot pour retourner le satellite n'a pas vérifié les boulons, comme spécifié dans la procédure, avant de tenter de déplacer le satellite. Les réparations du satellite coûtèrent 135 millions de dollars. Lockheed Martin a accepté de renoncer à tous ses bénéfices réalisés ou à venir sur le projet pour aider à couvrir les coûts de réparation ; la société a finalement prélevé à cette fin 30 millions de dollars sur ses profits de 2003. Le reste des coûts de réparation a été payé par le gouvernement des États-Unis.

### Mise hors service
En avril 2025, la NOAA annonce la future suspension de toutes les données des satellites NOAA-15 et NOAA-19 le 16 juin 2025 à 18 h 0 UTC. Peu après, les deux satellites subissent des tests de fin de vie (EOL), et la NOAA annonce la mise hors service de NOAA-15 le 12 août 2025 et de NOAA-19 le 19 août 2025.
Le 9 août 2025, NOAA-19 subit une panne de batterie. Compromettant la sécurité des opérations du satellite, et conformément aux exigences de la NOAA en matière de gestion responsable des ressources en orbite, l'agence décide de mettre NOAA-19 hors service plus tôt que prévu. En effet, plusieurs satellites météorologiques ont déjà été détruits à cause d'un dysfonctionnement de leur batterie, notamment DMSP F-13 et DMSP-12, ainsi que NOAA-16. Ainsi, quatre jours après la panne et six jours avant la date prévue, NOAA-19 est mis en mode passivation, le 13 août 2025 à 16 h 55 UTC. Cette opération consiste à éteindre tous les instruments de manière sécurisée, afin d'éviter tout risque supplémentaire.
Avec la mise hors service d'urgence de NOAA-19, la désactivation de NOAA-15 est repoussée au 19 août 2025, soit sept jours après la date prévue, et six jours après la mise hors service de NOAA-19.

## Intérêt pour les radioamateurs
L'intérêt des radioamateurs pour les NOAA est apparu dès que les ordinateurs furent capables de décoder le signal émis par les satellites.
NOAA-19 émettant entre autres dans la bande VHF en analogique par WEFAX, il est relativement simple de recevoir et de décoder ses deux canaux allant de la lumière visible à l'infrarouge thermique en fonction des conditions de prise de vue (jour/nuit). La fréquence se situe à 137,1 MHz, entre la bande d'aviation et celle des deux mètres.
Le satellite envoie aussi des données HRPT (High-resolution picture transmission (en)) en UHF à la fréquence de 1 698 MHz, plus difficiles à recevoir car nécessitant plus de matériel comme une parabole.